# Chigny (Aisne)
Chigny település Franciaországban, Aisne megyében. Lakosainak száma 141 fő (2022. január 1.). Chigny Buironfosse, Crupilly, Englancourt, Lavaqueresse, Leschelle, Malzy, Marly-Gomont és Proisy községekkel határos.

## Népesség
A település népességének változása:
| Lakosok száma | 234  | 161  | 175  | 173  | 140  | 147  | 149  | 147  | 145  | 141  |
|               | 1968 | 1982 | 1990 | 2006 | 2013 | 2015 | 2017 | 2019 | 2020 | 2022 |